# Штурмовий загін

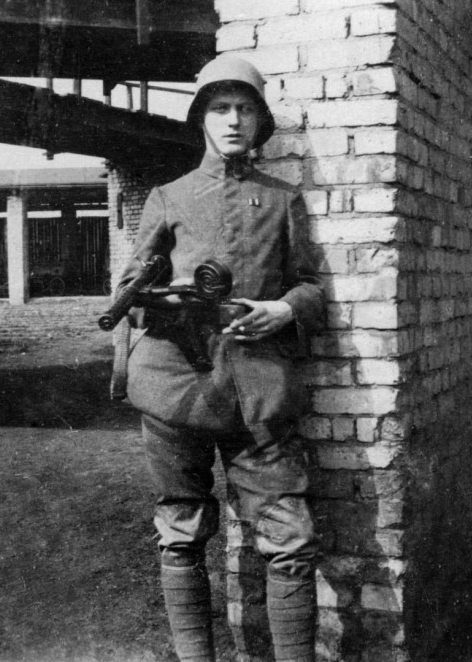
Німецький солдат зі складу штурмової групи, озброєний пістолетом-кулеметом MP-18. Весна 1918

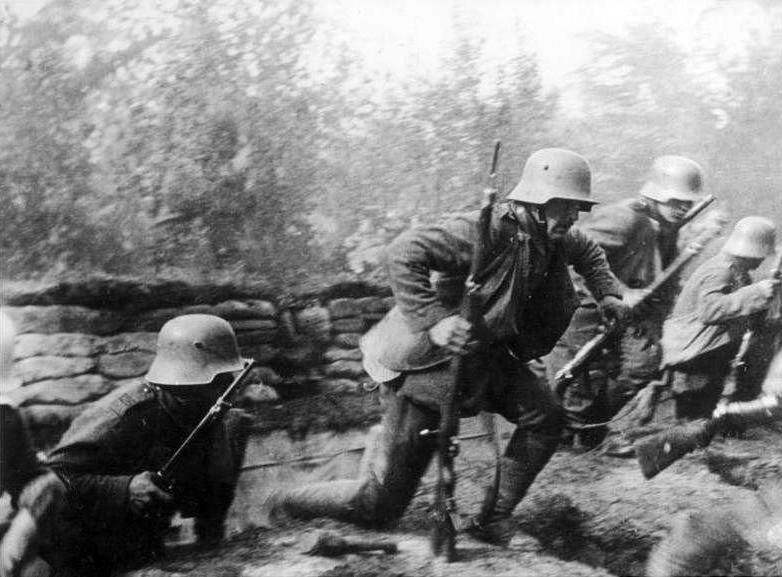
Німецька штурмова група їде в атаку на позиції французької армії. Перша світова війна. 1918

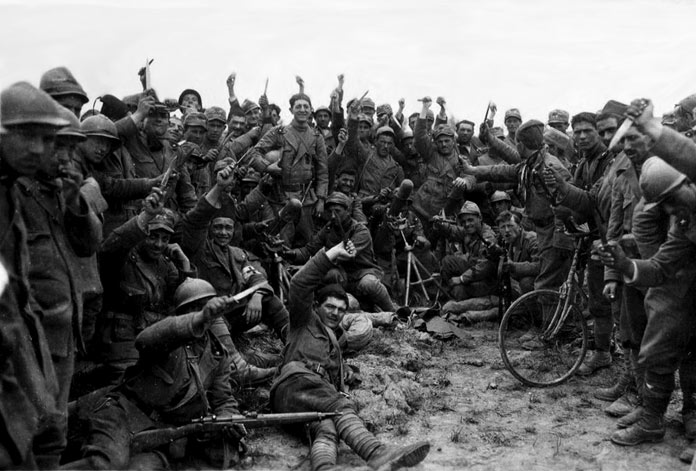
Італійські штурмові війська ардіті з холодною зброєю в руках. Перша світова війна. 1918

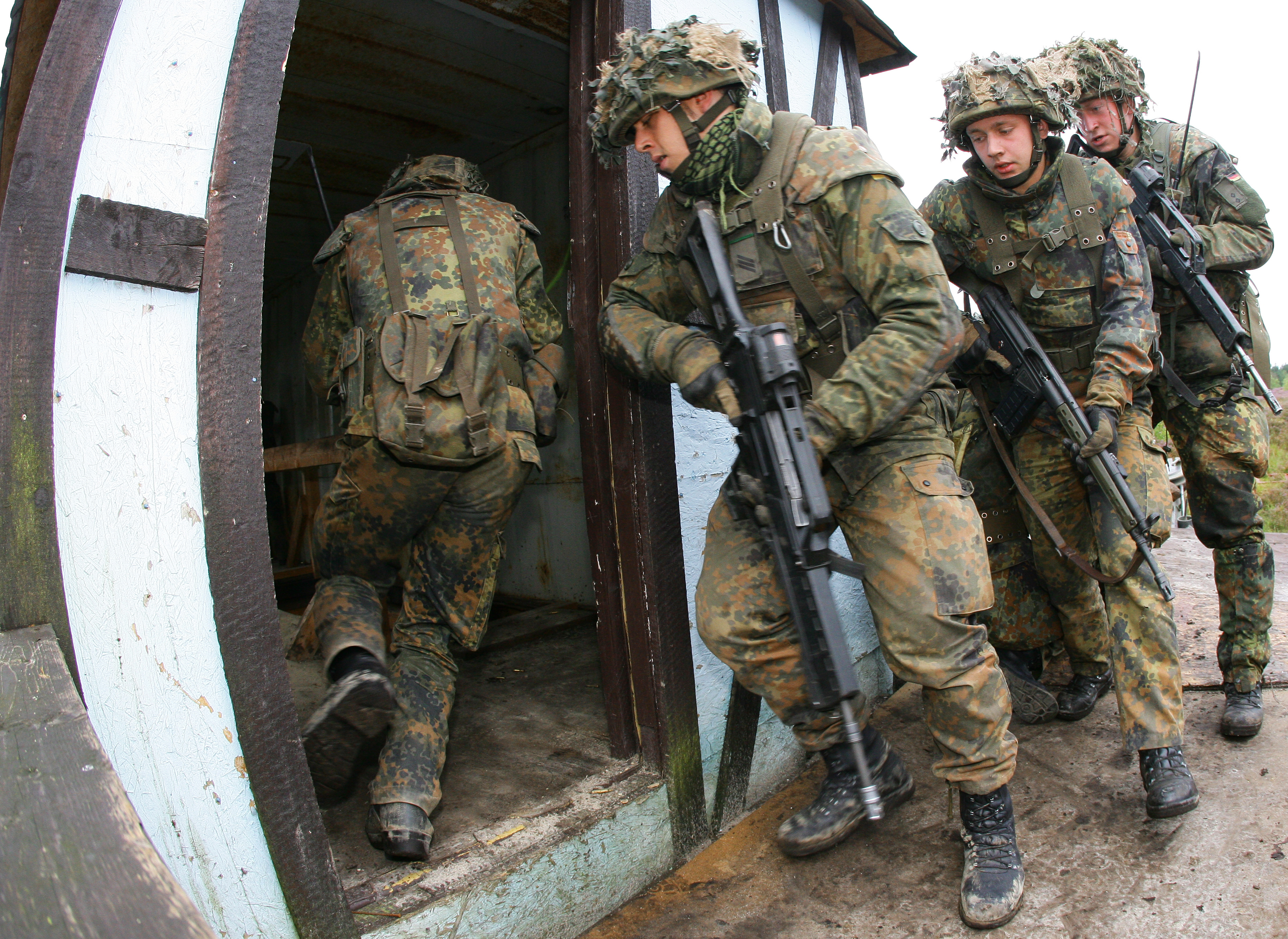
Штурмова група німецького спецназу атакує об'єкт на навчаннях. 1 вересня 2010

Штурмовий загін або штурмова група — тимчасове військове формування (загін, група), призначене для блокування і знищення окремих опорних пунктів, вузлів опору і довготривалих вогневих споруд супротивника при їх штурмі.

## Історія
Поява штурмових загонів пов'язана з історією зародження і розвитку способів оволодіння фортецями і сильно укріпленими оборонними позиціями. Вперше термін «штурмова група» був застосований в період Верденської операції 1916, коли німецьке командування назвало так спеціально навчені групи піхоти, що наступали попереду бойових порядків атакуючих батальйонів. До складу таких загонів входили підготовлені піхотинці, озброєні автоматичною зброєю, гранатами і вибухівкою. Під прикриттям вогню артилерії, штурмові групи наближалися до окопів противника, закидали його гранатами і вступали у ближній бій, прориваючи оборону противника.
У Червоній армії штурмові групи та загони широко застосовувалися в роки німецько-радянської війни. Вони створювалися в стрілецьких батальйонах розпорядженням командира полку. Їх кількість і склад визначалися числом і характером атакованих об'єктів (зазвичай 2-3 штурмові групи на батальйон у складі до роти, посилених 1-2 відділеннями саперів, кільками танками, мінометами та легкими гарматами, вогнеметами, і 1-2 штурмові групи в резерві командира полку). Штурмові загони створювалися в стрілецьких полках (бригадах) розпорядженням командира дивізії для блокування і знищення особливо міцних укріплень. Їх кількість і склад залежали від кількості і характеру потужних опорних пунктів супротивника.
До складу кожного загону виділялося від стрілецької роти до стрілецького батальйону, посиленого взводом-ротою важких танків, кільками САУ, танками-тральщиками, 1-2 взводами саперів, взводом ранцевих вогнеметів та підрозділом хімічних військ для постановки димових завіс. Штурмовий загін такого складу називався іноді штурмовим батальйоном. У кожному загоні створювалося кілька штурмових груп по числу довготривалих вогневих споруд ворога. У ВМФ створювалися штурмові загони та групи морської піхоти у складі першого ешелону десанту.
Досвід застосування штурмових груп та загонів не втратив свого значення і в сучасних умовах. В умовах сьогодення штурмові групи (загони) широко застосовуються спеціальними підрозділами при виконанні антитерористичних операцій.